# Bunker Hill Village

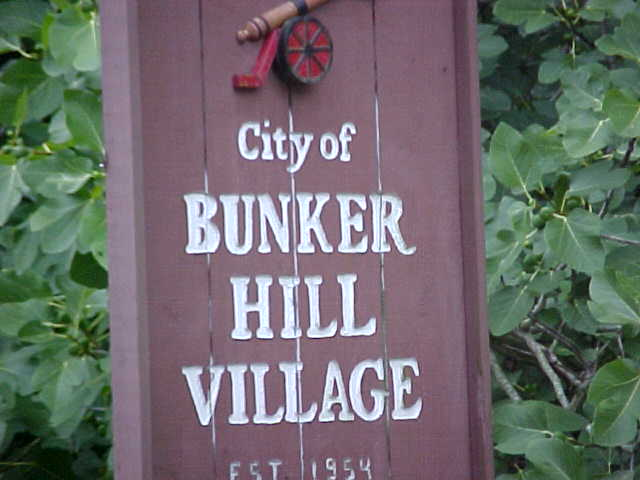

Bunker Hill Village – miasto w Stanach Zjednoczonych, w stanie Teksas, w hrabstwie Harris.